# Doblaje por ritmos
El Doblaje por ritmos es una técnica de doblaje consistente en utilizar las pausas existentes en el diálogo de los actores originales de una película para sobreponer el diálogo de los actores de doblaje. Dada la diferente longitud de las palabras y frases entre los dos idiomas pese al trabajo del adaptador, no siempre coincide exactamente dentro de las palabras originales la que sería su traducción literal al idioma a doblar. La pericia y el talento de los actores de doblaje es por tanto clave, para lograr que este inevitable "desajuste" sea percibido lo menos posible por el espectador. 
El doblaje por ritmos agiliza enormemente el trabajo respecto al método que se utilizaba en los inicios del doblaje, consistente en memorizar las páginas enteras de diálogos y los movimientos labiales correspondientes, para luego de dos o tres ensayos apoyados por el director, proceder a grabar los textos en tiempo real manteniendo la vista en la pantalla. Las tomas de sonido se grababan en cintas fotográficas, por lo cual un error de diálogo en una toma suponía tener que grabar todo desde el principio. Actualmente los actores de doblaje suelen utilizar entre 3 y 5 pases de video para doblar un take o fragmento. En el primero visualizan la escena en general (situación, tono, etc.), en el segundo los actores ya bajan la vista al texto en el atril y marcan las pausas sobre el mismo. Algunas de ellas ya están indicadas en el texto que reciben los actores. Para ello se suelen utilizar los siguientes signos:
| símbolo | significado                                    |
| /       | pausa breve (no se levanta la vista del papel) |
| //      | pausa larga (se levanta la vista del papel)    |
| __      | palabras unidas sin respiración                |
| (R)     | risa o sonrisa audible                         |
| (G)     | gesto sonoro (suspiro, quejido, gemido, etc.)  |

En el tercer pase, dependiendo del grado de dificultad de la escena, los actores ya hacen una prueba, aún oyendo las voces originales a través de auriculares, para sincronizar el texto y la interpretación. Para ello normalmente el texto es leído del atril y sólo se levanta la vista del mismo a la pantalla cuando se produce una pausa larga (marcada //) para esperar el inicio de la siguiente sílaba y volver a bajar la vista para seguir leyendo. Los pases sucesivos son ya de grabación, siendo supervisado todo el proceso por el director de doblaje, quien se asegura de que la sincronía y la interpretación sean adecuadas a la escena.
- Ávila Bello, Alejandro (1997). El Doblaje. CATEDRA. ISBN 84-376-1521-6.

- Datos: Q5812110